# Justizbetreuungsagentur-Gesetz
Durch das  Justizbetreuungsagentur-Gesetz (JBA-G) wurde eine Justizbetreuungsagentur (JBA) als Anstalt öffentlichen Rechts errichtet, um die Verfügbarkeit der für die Besorgung von Betreuungsaufgaben des Straf- und Maßnahmenvollzugs im Sinn des Strafvollzugsgesetzes, BGBl. Nr. 144/1969, erforderlichen Personalressourcen zu gewährleisten (§ 1 Abs. 1 JBA-G).
Die Justizbetreuungsagentur ist nicht auf Gewinn gerichtet (§ 1 Abs. 2 JBA-G) und hat den Sitz in Wien (§ 1 Abs. 3 JBA-G) und es können Außenstellen eingerichtet werden. Die JBA wird von einem Geschäftsführer geleitet (§§ 7 ff JBA-G) und verfügt zur Kontrolle über eine Aufsichtsrat (Berichtspflicht der Geschäftsführung). Die Justizbetreuungsagentur unterliegt der Kontrolle durch den Rechnungshof (§ 26 JBA-G).

## Aufgaben gemäß JBA-G
Aufgabe der Justizbetreuungsagentur ist die Versorgung der Justizanstalten mit Personal zur Behandlung, Pflege, Erziehung und Betreuung von Insassen dieser Anstalten. Sie ist berechtigt, hiefür Personal anzustellen oder in anderer Weise vertraglich zu verpflichten (§ 2 Abs. 1 JBA-G). Die Bereitstellung von Personal bezieht sich vor allem auf (Aufzählung gemäß § 2 Abs. 2 JBA-G):
- die psychiatrische Versorgung;
- die psychotherapeutische Versorgung;
- die psychologische, insbesondere klinisch-psychologische Betreuung;
- die medizinische Versorgung;
- die zahnmedizinische Versorgung;
- die physiotherapeutische Versorgung;
- die ergotherapeutische Versorgung;
- die logopädische Versorgung;
- die pflegerische Versorgung;
- die pädagogische Betreuung und
- die sozialarbeiterische Betreuung der Insassen von Justizanstalten.

Der Justizbetreuungsagentur obliegt gemäß § 2 Abs. 5 JBA-G auch die Umsetzung des Kinderbeistands-Gesetzes.
Die Justizbetreuungsagentur ist gemäß § 2 Abs. 6 JBA-G verpflichtet, für die erforderliche strafvollzugsspezifische Aus- und Fortbildung des eingesetzten Personals zu sorgen und (§ 4 JBA-G) dafür Sorge zu tragen, dass das für die Betreuung der Insassen in Justizanstalten zur Verfügung gestellte Personal die anerkannten Methoden insbesondere der Psychiatrie, Psychotherapie, (klinischen) Psychologie, Medizin, Zahnmedizin, Physiotherapie, Ergotherapie, Logopädie, Pflege, Pädagogik und Sozialarbeit beachtet und die Erreichung der Vollzugszwecke nach dem Strafvollzugsgesetz sowie die Aufrechterhaltung der Sicherheit und Ordnung in den Justizanstalten unterstützt, soweit dies im Zusammenhang mit der Erfüllung von Betreuungsaufgaben steht.

## Aufbau des Gesetzes
§ 1 Errichtung
§ 2 Aufbau und Grundsätze
§ 3 Entgeltlichkeit
§ 4 Grundsätze der Aufgabenerfüllung
§ 5 Verschwiegenheitspflicht
§ 6 Haftung
§§ 7 ff Organe
§ 10 Budget
§ 11 Berichtspflicht der Geschäftsführung
§ 12 Planungs- und Berichtssystem
§ 13 Vertretung der Justizbetreuungsagentur
§ 14 Erstellung und Prüfung des Jahresabschlusses
§ 15 ff Aufsichtsrat
§ 19 Aufsichtsrecht des Bundes
§ 20 ff Arbeitsrechtliche Bestimmungen (Anwendung des Angestelltengesetzes)
§ 24 Abgabenbefreiung
§ 25 Erbringung von Leistungen für die Justizbetreuungsagentur
§ 26 Kontrolle durch den Rechnungshof
§ 27 Schlussbestimmungen
§ 28 Verweisungen auf andere Rechtsvorschriften
§ 29 Personenbezogene Bezeichnungen
§ 30 Inkrafttreten
§ 31 Vollziehung